# Zaven Andriasyan
Zaven Andriasyan (in armeno Զավեն Անդրիասյան?; Erevan, 11 marzo 1989) è uno scacchista armeno, Grande maestro.
Nel 2005 vinse il forte torneo Aeroflot-B di Mosca, alla pari con Elmir Gusejnov.
Nel 2006 ottenne il più grande successo della sua carriera, vincendo inaspettatamente (partendo dal 29º posto nel rating iniziale) il campionato del mondo juniores (under-20) di Yerevan, all'età di 17 anni.
Nel 2007 ha vinto, alla pari con Jan Nepomnjaščij, Parimarjan Negi e Rauf Məmmədov, il torneo "Young Stars" di 
Kiriši, ottenendo il titolo di Grande Maestro.
Nella lista FIDE di settembre 2009 ha un'Elo di 2612 punti, al 5º posto tra i giocatori armeni.